# マーク・ウォールバーグ
マーク・ロバート・マイケル・ウォールバーグ（Mark Robert Michael Wahlberg, 1971年6月5日 - ）は、アメリカ合衆国の俳優、プロデューサー、歌手。名字はウォルバーグとも表記される。

## 生い立ち
マサチューセッツ州ボストンの貧しい家庭で、9人兄弟の末っ子として生まれる。スウェーデン、アイルランド、イングランド、フランス系カナダ人の血を引く。
高校中退後、様々な職につくが身に付かず、ドラッグや暴力沙汰に明け暮れた。15歳の頃には、遠足中の黒人児童たちに投石して負傷させ、人種差別的な言葉を叫んだことがある。16歳の時には、コカインとアルコールで酩酊した状態で2人のベトナム人男性を襲撃し、人種差別的な言葉で罵りながら木の棒で殴りつけた。このためウォールバーグは殺人未遂の容疑で起訴され、暴行の罪を認めてボストンの感化院に収容されたが、わずか45日後に出所している。
このほか、21歳の時には近所の住人に言いがかりをつけて暴力を振るい、顎の骨を砕く重傷を負わせたこともある。当時、ボストン警察には25回も世話になったという。2014年、犯罪歴の抹消をマサチューセッツ州に申請したが、2016年に却下された。

## キャリア
兄であるドニー・ウォールバーグが在籍していた「ニュー・キッズ・オン・ザ・ブロック」の前身「ナヌーク」時代に参加していたが、「ニューキッズ～」のデビュー前に脱退。その後、ラップバンド「マーキー・マーク&ザ・ファンキー・バンチ」を結成。兄ドニーのプロデュースもあり2枚のアルバムをヒットさせた。なかでも『グッド・ヴァイブレーションズ』は大ヒットし、1991年10月5日付けのビルボードのシングル・チャート Billboard Hot 100 で1位を獲得した。また、カルバン・クラインの下着モデルに起用されて話題にもなった。
1994年に映画デビューして以来、俳優業にシフトチェンジし、1997年にはポール・トーマス・アンダーソン監督の『ブギーナイツ』で初主演を飾り、高い評価を獲得する。2006年に出演した『ディパーテッド』の演技も高く評価され、第79回アカデミー賞助演男優賞や、第64回ゴールデングローブ賞助演男優賞にノミネートされた。 2010年には自身が主演・製作も手掛けた『ザ・ファイター』がアカデミー作品賞にノミネートされるなど高い評価を得た。テレビシリーズのプロデュースも多く手掛けている。
2010年、ハリウッド・ウォーク・オブ・フェームの星を贈られ、殿堂入りを果たした。
2017年、「最も稼いだ俳優」一位に選ばれ、1年で6800万ドル(約75億円)を稼いだ。
2018年、『ゲティ家の身代金』にキャスティングされていたケヴィン・スペイシーが、自身が起こしたセクハラ問題で急遽降板になってしまったため(映画のほとんどを取り終え、最終編集の段階だった)、代役にクリストファー・プラマーを立てて再撮影を行った。その再撮影の際、共演者であるミシェル・ウィリアムズのギャラが1000ドル（約11万）だったのに対し、マークのギャラは150万ドル(約1億6500万円)であった事が明らかになった。これに対しミシェルは男女間での報酬差を指摘し、話題を呼んだ。その後、約1週間程の沈黙の後、マークは受け取った150万ドルをTime's Up（セクハラ撲滅運動基金）にミシェルの名前で全額寄付した事を公表し、「僕は正当な報酬支払のための戦いを100％支持するし、僕はこのギャラを彼女の名前でTime's Upに全額寄付する。」とSNSで表明した。そして彼が所属するエージェント「ウィリアム・モリス・エンデヴァー・エンターテイメント（WME）」も追加で50万ドル（5,500万円）寄付した事を明かした。これに対しミシェルは「マークとWMEに感謝し、アンソニー・ラップ（スペイシーから少年時代セクハラ被害を受けた事を告白した）、私たちはあなたの味方である。」とコメントをした。

## 肉体改造
元々筋骨隆々でマッシブな肉体であったが、役作りのための肉体改造も精力的に行っており、短期間でその役柄にあわせて体型を変えてしまう。
例えば2013年公開の『ペイン&ゲイン 史上最低の一攫千金』では実在したボディビルダーの役であったため、７週間で75kgから95kgへ高強度なウェイトトレーニングと１日10~12食にして大量のカロリーを摂取し、約20kgの増量に成功した。この時体脂肪率は13％程だった。
その後、『ローン・サバイバー』の撮影ため6kg程減量し、そのままトランスフォーマー/ロストエイジも撮影。ザ・ギャンブラーの撮影のため、6週間で89kgから62kgまで落とす過酷な減量を敢行。ギャンブル依存症により精神的・肉体的にもやせこけた主人公を演じた。この時の減量方法は１日３食をココナッツミルクに置き換え、有酸素運動で体重を落としたとのこと。「家族や仲間とご飯に行く時も自分は彼らが食べるのを見ているだけ、とても哀れに感じた。」と発言し、減量目標体重である62kgを選んだ理由を尋ねられると「ブギーナイツに出演した時、25歳で63kgだったんだ。今43歳で当時の自分の体重を下回れるか挑戦する意味でこの目標にした。」と言った。妻からは(医師による指導の下とはいえ)日に日に痩せていき、唇も青く変色した姿をみて、「今のあなたは自分を痛めつけているだけ。役作りのためとは言えキャリア変更を検討した方がいいじゃないのか？」と本気で心配される程過酷な減量だった。
撮影終了後、『テッド2』や『トランスフォーマー/最後の騎士王』のように次に控えている映画のために、痩せた状態から以前のような筋骨隆々な肉体へと戻した。現在も次回作『マイル22』のために肉体改造をしていて、体脂肪率が6％以下を目標にワークアウトをしている。
自身のブランドであるPerformance Inspired Nutritionの製品を使い、日々のトレーニング動画をインスタグラム等に投稿している。
このような肉体改造についてマークは「目指している身体に仕上げてしまえば、後はそれを保つだけだから楽になる。」と自身のトレーニング動画で発言している。

## 私生活

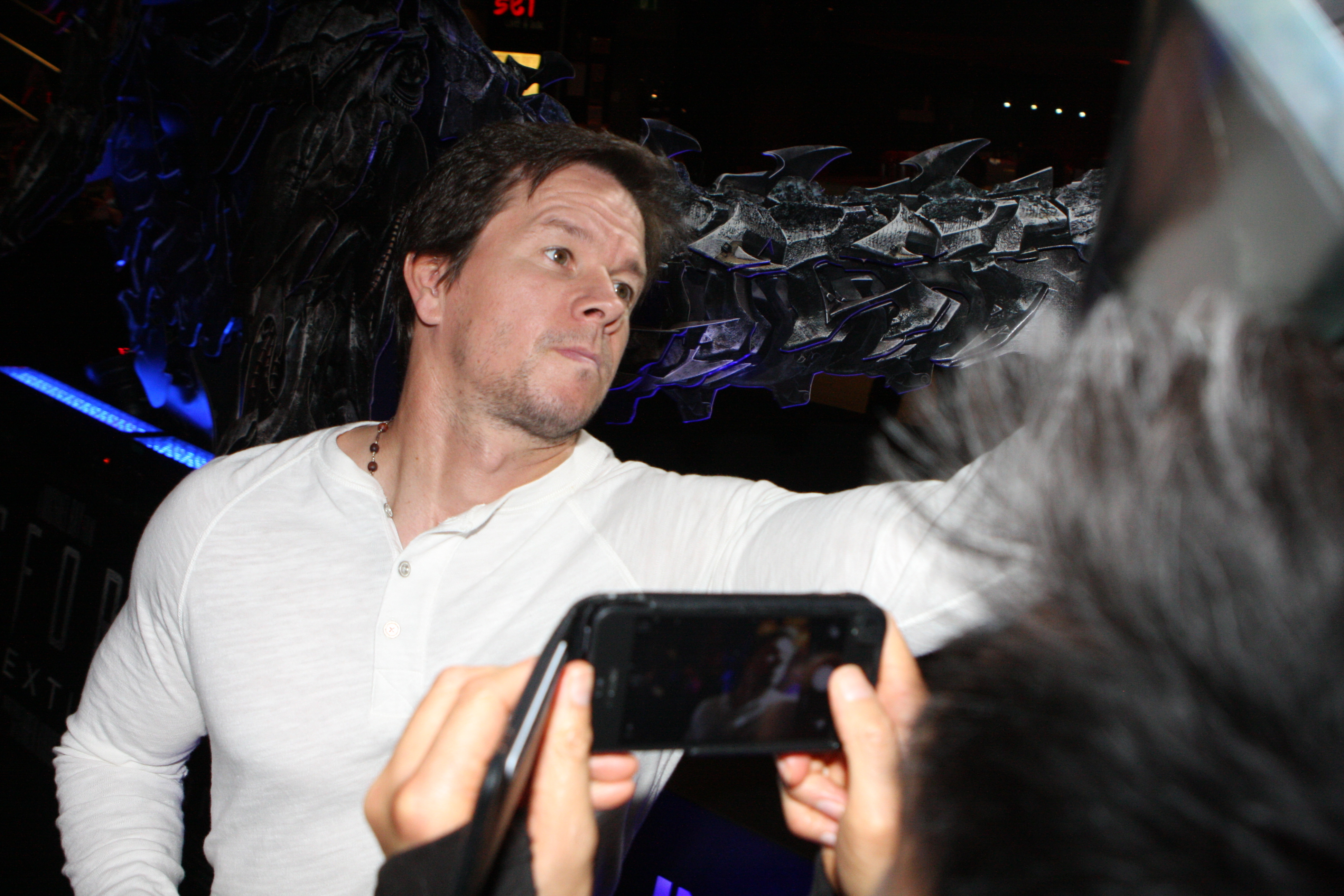
2014年

婚約していたレア・ダーハムとの間に3人の子供(エラ・レイ、マイケル、ブレンダン・ジョセフ)がおり、2009年8月1日に二人は結婚した。2010年1月11日には4人目の子供（マーガレット・グレイス）が誕生。2012年6月から、高校卒業資格獲得を目指し、マサチューセッツ州に開設されたオンラインによって高校卒業資格が得られる教科プログラムを履修しているという。
2012年、アメリカ同時多発テロについて、自分が乗っていたら(ユナイテッド航空93便は)墜落しないで済んだと発言し問題となり、すぐに謝罪した。(実は彼もこの飛行機に搭乗する予定だったが直前でキャンセルしている。)
タトゥーを好んで入れており、全身に9個程のタトゥーがあった。左足首に十代の頃初めて入れたシャムロック（アイルランドを象徴する花だが、ロサンゼルスに越した時に「トゥイティーバード」に描き替えた）、左肩にボブ・マーリーの顔と曲名『ワン・ラブ』を、右肩にイニシャルのMW、首元から胸部中央にかけてロザリオのタトゥーを入れていた。
2010年頃からタトゥー除去のため、レーザー治療を受けている事を明かした。理由として「入れたタトゥーの一つ一つに大事な意味があるけど、映画に出演するたびにメイクアップで隠すのに疲れたんだよ。」とインタビューで述べた。自身の子供にもタトゥーを入れて欲しくないという気持ちから、子供達を治療に立ち会わせ、入れる時よりも何倍も痛い治療を間近で見せ、そのメッセージを伝えたという。ちなみに当初は医者から「8-10回で除去できる」と言われていたが、かれこれ30回以上治療を受けているとのこと。
2017年11月、イギリスで行われた『パパVS新しいパパ2』 のプレミアに参加した際、左手薬指に彼の妻の名前である「Rhea」のタトゥーが新しく確認された。
同じく俳優のマット・デイモンにしばしば間違われる。お互いによく勘違いされるため両者間でファンには間違いを指摘せず、出来るだけ親切にすることを決めたそうで、実際にマークは「新しいボーンシリーズ（マットの出演作品）を楽しみにしててね！」と返してあげたり、お互い連絡して笑い話にしているとのこと。
ちなみに2人とも同じマサチューセッツ州の出身で同年代でもあり、『ディパーテッド』にも共演している。
敬虔なカトリックのキリスト教徒である。2017年シカゴのイリノイ大学のUICパビリオンにおいて「『ブギーナイツ』出演は、人生におけるキャリア選択の最も大きな失敗の一つだった。神様が映画ファンであり許してくれることを祈る。」と述べた。
クリケットの熱烈なファンである。カリブ海地域のプロクリケットリーグであるカリビアン・プレミアリーグ所属のバルバドス・ロイヤルズの共同オーナーをしている。マークは、「私はクリケットの大ファンです。クリケットがカリブ海地域で非常に大きな存在であり、この地域の豊かな遺産の一部であることを知っているので、カリビアン・プレミアリーグの一員になれることに興奮している。」と語った。

## フランチャイズブランド
マーク・ウォールバーグはいくつかのフランチャイズブランドをプロデュース・所有している。
Performance Inspired Nutrition -プロテイン等のスポーツサプリメントの販売
AQUAhydrate -アスリート向けアルカリ性飲料水の販売　ショーン・コムズ（ラッパー）と共同オーナー
Wahlburgers -ハンバーガーレストラン　2011年アメリカ合衆国マサチューセッツ州を皮切りにアメリカ国内でおよそ20店舗、カナダに2店舗フランチャイズ展開している。同名のテレビドラマ（リアリティーショー）も放送し、マーク・ウォールバーグ、共同経営者である実兄のドニー・ウォールバーグ、ポール・ウォールバーグ、実母が出演している。レストランのアジア進出も視野に入れており、中国の3都市で開店する予定。
Mark Wahlberg Chevrolet 2018年7月、オハイオ州コロンバスにてシボレーの正規ディーラー店を買取・オープンさせた。ビジネスを始めた理由として「若い頃に車の販売やチューンナップなどの車に関る仕事をしていたからもともと自分が好きなことだったし、シボレーというアメリカを代表するブランドなので是非やりたいと思った。」とコメントした。

## フィルモグラフィ

### 映画
| 年   | 題名                                                               | 役名                                  | 備考 | 吹き替え           |
| ---- | ------------------------------------------------------------------ | ------------------------------------- | --- | ------------------ |
| 1993 | 悪女は三度涙を流す The Substitute                                  | ライアン                              | テレビ映画 |                    |
| 1994 | 勇気あるもの Renaissance Man                                       | トミー・リー・ヘイウッド              | | 島田敏             |
| 1995 | バスケットボール・ダイアリーズ The Basketball Diaries              | ミッキー                              | 古澤徹 |                    |
| 1996 | 悪魔の恋人 Fear                                                    | デヴィッド・マッコール                | 不明 |                    |
| 1997 | フェイクディール/偽札 Traveller                                    | パット・オハラ                        | |                    |
| 1997 | ブギーナイツ Boogie Nights                                         | エディ・アダムス / ダーク・ディグラー | 松本保典 |                    |
| 1998 | ビッグ・ヒット The Big Hit                                         | メルヴィン・スマイリー                | 森川智之 |                    |
| 1999 | NYPD15分署 The Corruptor                                           | ダニー・ウォレス                      | 森川智之（ソフト版） 東地宏樹（テレビ朝日版） |                    |
| 1999 | スリー・キングス Three Kings                                       | トロイ・バーロー                      | 成田剣（ソフト版） 関俊彦（フジテレビ版） |                    |
| 2000 | 裏切り者 The Yards                                                 | レオ・ハンドラー                      | 伊藤健太郎 |                    |
| 2000 | パーフェクト ストーム The Perfect Storm                            | ボビー・シャットフォード              | 家中宏 |                    |
| 2001 | PLANET OF THE APES/猿の惑星 Planet of the Apes                     | レオ・デイヴィッドソン大尉            | 横堀悦夫（ソフト版） 森川智之（日本テレビ版） 平田広明（機内上映版）                                                                               |                    |
| 2001 | ロック・スター Rock Star                                           | クリス “イジー”・コール               | 川島得愛 |                    |
| 2002 | シャレード The Truth About Charlie                                 | ジョシュア・ピーター                  | 森田順平 |                    |
| 2003 | ミニミニ大作戦 The Italian Job                                     | チャーリー・クローカー                | 森川智之 |                    |
| 2004 | ハッカビーズ I ♥ Huckabees                                         | トミー・コーン                        | 桐本琢也 |                    |
| 2005 | フォー・ブラザーズ/狼たちの誓い Four Brothers                      | ボビー・マーサー                      | 桐本琢也 |                    |
| 2006 | インヴィンシブル 栄光へのタッチダウン Invincible                   | ヴィンス・パパーリ                    | 小山力也 |                    |
| 2006 | ディパーテッド The Departed                                        | ディグナム巡査部長                    | アカデミー助演男優賞ノミネート ゴールデングローブ賞 助演男優賞ノミネート 全米映画批評家協会賞助演男優賞受賞 ボストン映画批評家協会賞助演男優賞受賞 | 咲野俊介           |
| 2007 | ザ・シューター/極大射程 The Shooter                                | ボブ・リー・スワガー                  | | 木下浩之           |
| 2007 | アンダーカヴァー We Own the Night                                  | ジョセフ・グルジンスキー              | 兼製作 | 竹若拓磨           |
| 2008 | ハプニング The Happening                                           | エリオット・ムーア                    | | 森川智之           |
| 2008 | マックス・ペイン Max Payne                                         | マックス・ペイン                      | 横堀悦夫 |                    |
| 2009 | ラブリーボーン The Lovely Bones                                    | ジャック・サーモン                    | 咲野俊介 |                    |
| 2010 | デート & ナイト Date Night                                         | ホルブルック                          | 藤真秀 |                    |
| 2010 | アザー・ガイズ 俺たち踊るハイパー刑事! The Other Guys              | テリー・ホイツ刑事                    | 川田紳司 |                    |
| 2010 | ザ・ファイター The Fighter                                         | ミッキー・ウォード                    | 兼製作 ゴールデングローブ賞 主演男優賞 (ドラマ部門)ノミネート アフリカン・アメリカン映画批評家協会賞主演男優賞受賞                                 | 森川智之           |
| 2012 | ハード・ラッシュ Contraband                                        | クリス・ファラデイ                    | 兼製作 | 咲野俊介           |
| 2012 | テッド Ted                                                         | ジョン・ベネット                      | | 咲野俊介           |
| 2013 | ブロークンシティ Broken City                                       | ビリー・タガート                      | 兼製作 | 咲野俊介           |
| 2013 | ペイン&ゲイン 史上最低の一攫千金 Pain & Gain                       | ダニエル・ルーゴ                      | | 花輪英司           |
| 2013 | 2ガンズ 2 Guns                                                     | マルクス・スティグマン                | 森川智之 |                    |
| 2013 | ローン・サバイバー Lone Survivor                                   | マーカス・ラトレル一等兵曹            | 兼製作 | 咲野俊介           |
| 2014 | トランスフォーマー/ロストエイジ Transformers: Age of Extinction    | ケイド・イェーガー                    | | 土田大             |
| 2014 | ザ・ギャンブラー/熱い賭け The Gambler                              | ジム・ベネット                        | 兼製作 | 森川智之           |
| 2015 | 極悪の流儀 Mojave                                                  | ノーマン                              | | 咲野俊介           |
| 2015 | アントラージュ★オレたちのハリウッド:ザ・ムービー Entourage         | 本人                                  | 兼製作 |                    |
| 2015 | ゲット!マイライフ Stealing Cars                                    | N/A                                   | 製作総指揮 | N/A                |
| 2015 | テッド2 Ted 2                                                      | ジョン・ベネット                      | | 咲野俊介           |
| 2015 | パパVS新しいパパ Daddy's Home                                      | ダスティ・メイロン                    | 花輪英司 |                    |
| 2016 | バーニング・オーシャン Deepwater Horizon                           | マイク・ウィリアムズ                  | 兼製作 | 森川智之           |
| 2016 | パトリオット・デイ Patriots Day                                    | トミー・サンダース巡査部長            | 兼製作 | 咲野俊介           |
| 2017 | トランスフォーマー/最後の騎士王 Transformers: The Last Knight      | ケイド・イェーガー                    | | 土田大             |
| 2017 | パパVS新しいパパ2 Daddy's Home 2                                   | ダスティ・メイロン                    | 兼製作総指揮 | 花輪英司           |
| 2017 | ゲティ家の身代金 All the Money in the World                        | フレッチャー・チェイス                | | （吹き替え版なし） |
| 2018 | マイル22 Mile 22                                                   | ジェームズ・シルヴァ                  | 兼製作 | 咲野俊介           |
| 2018 | インスタント・ファミリー 〜本当の家族見つけました〜 Instant Family | ピート・ワグナー                      | 兼製作 | 小松史法           |
| 2020 | スペンサー・コンフィデンシャル Spenser Confidential                | スペンサー                            | Netflixオリジナル映画 兼製作 | 花輪英司           |
| 2020 | 弱虫スクービーの大冒険 Scoob!                                      | ブルーファルコン                      | 声の出演 | 檜山修之           |
| 2020 | ジョー・ベル 〜心の旅〜 Joe Bell                                   | ジョー・ベル                          | 兼製作 | 咲野俊介           |
| 2021 | インフィニット 無限の記憶 Infinite                                 | エヴァン・マッコーリー                | 兼製作 | 土田大             |
| 2022 | アンチャーテッド Uncharted                                         | ビクター・サリバン                    | | 森川智之           |
| 2022 | ファーザー・スチュー/闘い続けた男 Father Stu                       | スチュアート・ロング神父              | 兼製作 日本劇場未公開 | 咲野俊介           |
| 2022 | ミー・タイム Me Time                                               | ハック                                | | 咲野俊介           |
| 2023 | ファミリー・プラン The Family Plan                                 | ダン・モーガン                        | 兼製作 | 土田大             |
| 2024 | キング・アーサー Arthur The King                                   | マイケル・ライト                      | 兼製作 | （吹き替え版なし） |
| 2024 | ザ・ユニオン The Union                                             | マイク                                | Netflixオリジナル映画 兼製作 | 咲野俊介           |
| 2025 | フライト・リスク Flight Risk                                       | ダリル・ブース                        | 兼製作 | 森川智之           |
| TBA  | Play Dirty                                                         | パーカー                              | ポストプロダクション |                    |
| TBA  | Balls Up                                                           |                                       | 撮影中 |                    |
| TBA  | The Family Plan 2                                                  | ダン・モーガン                        | 兼製作 撮影中 |                    |

### テレビシリーズ
| 年        | 題名                                                 | 役名   | 備考                       | 吹き替え |
| --------- | ---------------------------------------------------- | ------ | -------------------------- | -------- |
| 2004-2011 | アントラージュ★オレたちのハリウッド Entourage        | 本人役 | 計4話出演 計83話製作総指揮 |          |
| 2008      | サタデー・ナイト・ライブ Saturday Night Live         | 本人役 | 「Josh Brolin/Adele」      | N/A      |
| 2008-2010 | In Treatment                                         | N/A    | 計106話製作総指揮          | N/A      |
| 2010-2011 | How to Make It in America                            | N/A    | 計16話製作総指揮           | N/A      |
| 2010-2012 | ボードウォーク・エンパイア 欲望の街 Boardwalk Empire | N/A    | 計36話製作総指揮           | N/A      |
| 2014-2019 | Wahlburgers                                          | 本人   | 兼製作総指揮               | N/A      |
| 2015-2019 | ballers/ボーラーズ Ballers                           | N/A    | 製作総指揮                 | N/A      |
| 2016      | ザ・シューター Shooter                               | N/A    | 製作総指揮                 | N/A      |

### CM
- カルピス (1994)

## 日本語吹き替え
主に担当しているのは、以下の二人である。
咲野俊介
『ディパーテッド』で初担当。最も多く吹き替えている。
森川智之
『ビッグ・ヒット』で初担当。咲野の次に多く吹き替えている。
このほかにも、土田大、花輪英司、横堀悦夫なども複数回、声を当てている。

## ディスコグラフィ
- 「グッド・ヴァイブレーションズ」 - マーキー・マーク&ザ・ファンキー・バンチにて、"Good Vibrations" (1991年) ※featuring ロリータ・ハラウェイ。全米1位